# 深圳市时尚文化创意协会
深圳市时尚文化创意协会（英語：Shenzhen Fashion Creative Industry Association），是2014年由深圳市龙华区大浪时尚创意城发起，由深圳市從事時尚文化創意企業單位自願組成的聯合性、地方性、非營利性社會組織。

## 历史

深圳市时尚文化创意协会（牌匾）

2014年9月27日，该协会在觀瀾湖高爾夫球會举行揭牌仪式，同日举办“东方欲晓”为主题的第一届“东方美学引领世界新时尚国际论坛”，该次论坛邀请了香港时装设计师张天爱、香港设计师陈幼坚和中國学者作家周国平作为主讲嘉宾。
2015年11月20日，该协会于观澜湖酒店举办主题为“大美东方，e世风尚”的第二届“东方美学引领世界新时尚国际论坛”，该次论坛邀请了中国时装设计师张肇达、中国艺术家王小慧、瑞典华裔设计师GALO、博鳌亚洲论坛年度经济人物赵黎为主讲嘉宾。
2016年5月18日，“东方美学引领世界新时尚国际论坛” 作为第十二届中国（深圳）国际文化产业博览交易会大浪时尚创意城分会场的活动之一，在大浪时尚创意城的梵思诺大厦举办。该次论坛以“中国时尚品牌文化DNA”为主题，邀请了艺术策展人彭锋、香港时装设计师邓达智及跨界设计师王笃森为主讲嘉宾。